# 闘龍門2000プロジェクト
闘龍門2000プロジェクト（とうりゅうもんにせんプロジェクト）は、日本人プロレスラー養成学校兼プロレス団体「闘龍門」がメキシコで運営していた「団体内団体」のような組織。

## 歴史
2000年1月16日、ウルティモ・ドラゴンが設立。闘龍門の練習生である5期生から8期生を中心に編成されている。
古曲メキシカンプロレス「ルチャリブレ・クラシカ」の復興をコンセプトによるメキシコ秘伝「6角形リング」を採用、メキシコ式複合関節技「ジャベ」を駆使したスタイルを展開している。
2001年11月13日、後楽園ホールで日本逆上陸第1弾を開催。
2003年1月27日、後楽園ホール大会を最後に解散。

## タイトル
- インターナショナルライトヘビー級王座

## 校長
- ウルティモ・ドラゴン

## 講師
- ホルヘ・リベラ（フリー）

## 生徒

### イタリアン・コネクション
- ミラノコレクションA.T.（旧：照井章仁）
- YOSSINO（現：吉野正人）
- "brother"YASSINI（旧：辻本恭史、STEVIE"brother"TSUJIMOTO、現："brother"YASSHI）
- コンドッティ修司（現：近藤修司）
- ペスカトーレ八木（現：八木隆行）
- ベルリネッタ・ボクサー（現：高木省吾）

### ロイヤル・ブラザーズ
- アンソニー・W・森（旧：森Ken太郎、現：森隆行）
- フィリップ・J・福政（現：福政淳也）
- ヘンリー・III世・菅原（現：菅原拓也）

### しゃちほこマシーンズ
- 鯱魔神壱号（旧：しゃちほこマシーン壱号）
- 鯱魔神弐号（旧：しゃちほこマシーン弐号、現：しゃちほこBOY）

### 無所属
- セカンド土井（現：土井成樹）
- 岩佐卓典（現：岩佐拓）
- 大鷲透
- 大柳錦也（旧：大柳二等兵）
- 三島来夢
- 村上拓也
- TARUシート（初代）（現：スカイデJr.）
- 小川内潤